# Callistocypraea aurantium
Callistocypraea aurantium (nomeada, em inglês, golden cowrie, orange cowry ou morning dawn e, em português, porcelana-dourada) é uma espécie de molusco gastrópode marinho pertencente à família Cypraeidae da ordem Littorinimorpha. Foi classificada por Johann Friedrich Gmelin, com a denominação Cypraea aurantium, em 1791, no Systema Naturae de Lineu. É nativa do oceano Pacífico, no arquipélago da Sociedade, ilhas Gilbert e Ellice, Marshall, Carolinas, Guam, Filipinas, Polinésia Francesa, Nova Caledônia e Fiji; considerada a espécie-tipo de seu gênero.

## Descrição da concha e hábitos
Concha oval e de coloração laranja, por vezes da tonalidade de uma fruta de pêssego, com extremidades inferiores brancas, sem mancha alguma. Superfície lisa, brilhantemente polida e sem espiral aparente. Abertura com lábio externo e lábio interno dentados. Chegam de 9 a até 12 centímetros em suas maiores dimensões.
Esta espécie é encontrada em águas rasas, até uma profundidade de 25 metros, na zona de arrecifes; principalmente onde existam os mais escuros buracos que possam encontrar, pois Callistocypraea aurantium é muito intolerante à luz, durante o dia, se tornando ativa à noite.

## Utilização deCallistocypraea aurantiumpelo Homem
No passado, nas ilhas Fiji, esta concha era conhecida como bulikula, perfurada nas suas extremidades e usada em uma corda ao redor do pescoço por chefes como um símbolo de posição ou privilégio. De acordo com relato publicado por Edward Donovan em 1823, ela fora observada entre os nativos do Taiti enfeitando as suas vestes e sendo presa por meio de um cordão que passava por um orifício perfurado para essa finalidade; os seus proprietários não estando facilmente induzidos a se separar delas, alegando que eram encontradas perto de uma ilha a grande distância e, pela direção do local para o qual apontavam, conjecturando-se que fossem provenientes das Fiji. O Capitão Cook e seus homens foram os primeiros europeus a ver essas conchas fijianas, durante sua segunda viagem, de 1772 a 1775, e espécimes foram trazidos à Inglaterra para a ciência. Como são moderadamente raras, são apreciadas por colecionadores e valorizadas de forma consistente.